# Médersa Validaï Abdoul Aziz-khan
La médersa Validaï Abdoul Aziz-khan est située dans la ville de Boukhara en Ouzbékistan. L'époque de sa construction s'étend du XVe siècle au XVIIe siècle. Sa création est liée au nom d'Abdoul Aziz-khan (ru) (1614-1683), qui a également créé une autre médersa à Boukhara : la médersa Abdoullaziz Khan, qui est devenue sa propre école supérieure d'enseignement.
Au XVIIIe siècle-XIXe siècle, la médersa Validaï Abdoul Aziz-khan est entrée dans réseau d'enseignement de Boukhara comme école et plus seulement comme mosquée. Actuellement elle est devenue un monument architectural qui est repris dans la liste du Patrimoine mondial de l'UNESCO (n°602-Boukhara).

## Description
La médersa se situe dans la partie sud-ouest de Boukhara, dans une zone de parcs à l'intersection des rues Joubor et Moukhammad Ikbol. Une autre médersa se trouve à proximité : la Médersa Joubor Kalon.
L'édifice est construit en brique, possède plusieurs entrées et est entouré d'un iwan. Les colonnes de l'iwan sont en bois et sont ornées de sculptures figuratives. Elles sont renforcées sur les fondations par du béton de ciment. Aux coins de la médersa, est ajoutée une tour d'observation.
La médersa est construite sur deux niveaux de bâtiments. Le rez-de-chaussée est la partie principale, qui abrite la plupart des salles de classe. Le premier niveau comprend une tour encadrée par une beau dôme bleu et un arc.